# Argostoli
Argostoli (in greco Αργοστόλι?) è un ex comune della Grecia nella periferia delle Isole Ionie (unità periferica di Cefalonia) con 12589 abitanti secondo i dati del censimento 2001.
È stato soppresso a seguito della riforma amministrativa, detta piano Kallikratis, in vigore dal gennaio 2011 ed è ora compreso nel comune di Cefalonia.

## Posizione geografica e trasporti
Argostoli è adagiata in una lunga insenatura della costa occidentale dell'isola di Cefalonia dalle acque poco profonde che la rendono poco adatta ad accogliere navi di grosso tonnellaggio. Ciononostante, vi fanno comunque scalo i traghetti provenienti da Killini, nel Peloponneso. Argostoli è collegata via mare anche con il vicino centro di Līxouri. Durante la stagione turistica, inoltre, sono frequenti gli arrivi di grandi navi da crociera, che fanno scalo in rada oppure attraccano alla banchina di nuova costruzione realizzata a partire dalla strada costiera Agnìs Metaxà.
È dotata di un aeroporto internazionale, l'Aeroporto di Cefalonia, servito d'estate da numerosi voli charter. Voli della compagnia aerea nazionale, l'Olympic, garantiscono il collegamento quotidiano con Atene. Vi si trova anche una moderna stazione di autolinee KTEL con un servizio capillare per tutti i centri dell'isola e anche per Patrasso ed Atene.

## Storia
Argostoli ha una storia recente: fu fondata e scelta come sede amministrativa dalla Repubblica di Venezia nella seconda metà del XVIII secolo che vi si trasferì dal Castello di San Giorgio e dal Castello di Assos. L'isola faceva parte dello stato da mar (seppur con qualche breve periodo ottomano) della Serenissima.
La città è tristemente famosa per l'eccidio della Divisione Acqui, perpetrato dai tedeschi tra il 15 e il 26 settembre 1943, pochi giorni dopo l'annuncio dell'armistizio fra l'Italia e gli Alleati. 
Argostoli fu completamente rasa al suolo dal terribile terremoto del 1953 sicché nulla rimane delle sue chiese veneziane e dei suoi campanili.

## Località
Argostoli è suddiviso nelle seguenti comunità (i nomi dei villaggi tra parentesi):
- Agkonas
- Argostoli (Argostoli, Kokolata, Kompothekrata, Minia)
- Davgata
- Dilinata
- Faraklata (Faraklata, Drapano, Prokopata, Razata)
- Farsa
- Thinaia (Kardakata)
- Kourouklata
- Nyfi
- Troianata (Troianata, Demoutsanata, Mitakata)
- Zola

## Monumenti e luoghi d'interesse
1. Il museo archeologico è una costruzione posteriore al terribile terremoto del 1953. Il suo interno è articolato in 3 stanze. Nella prima sala sono esposti utensili del periodo paleolitico provenienti da Sami e dalla grotta di Drakaina oltre a piccoli idoli e ceramica rinvenuti in due tombe a cupola della necropoli di Kokkolata. Nella seconda sala si trovano i reperti provenienti dalle necropoli di Metaxata e Mazarakata, dalla grande tomba di Giannata vicino a Poros. Vi si trovano ancora circa 300 vasi provenienti da tombe di Lakithra. Nella terza sala sono esposti oggetti rinvenuti in un cimitero vicino a Fiscardo di epoca romana.
2. La biblioteca Korialenios ospita una piccola collezione di icone bizantine per lo più del XVI e XVIII secolo e alcuni cimeli ecclesiastici.
3. Il cosiddetto Lithostroto è l'asse principale cittadino dove si allineano le principali boutique.
4. La piazza Vallianu, assai vasta e con al centro la statua dedicata all'omonimo armatore, costituisce il ritrovo serale grazie ai numerosi alberghi, ristoranti e pasticcerie che vi si affacciano. La piazza e i vicoli adiacenti costituiscono il fulcro della vita notturna di Argostoli.
5. Il lungomare nel suo tratto meridionale è il centro delle attività commerciali con un variopinto mercato ortofrutticolo. Brulicante di vita di giorno, si spegne al calar del sole. Al suo inizio si trova la moderna stazione delle autolinee KTEL. Di fronte si trova il lungo e stretto pontile che unisce le due estremità della baia. Fu voluto dagli inglesi e risale al 1815. Per la sua costruzione si ricorse, pare, ai lavori forzati della popolazione locale.
6. Sul promontorio di San Giorgio si trova il faro distrutto dal terremoto del 1953 e ricostruito secondo il disegno originale del 1820.
7. Le cosiddette "katavotres" costituiscono un fenomeno carsico interessante. Pare che l'acqua del mare penetri nella terraferma nell'ordine di 150.000 metri cubi ogni 24 ore senza defluirne. Attraverso condotti carsici essa riappare sul versante opposto dell'isola nella località Karavomilos vicino a Sami.

### Lassi
Lassi è la zona turistico-balneare di Argostoli e tra le prime a svilupparsi a Cefalonia, come attestano i suoi numerosi alberghi dallo stile un po' datato. Lassi attrae ogni estate un gran numero di turisti, per lo più anglosassoni. Si trova sul versante occidentale del lungo promontorio che forma la baia di Argostoli e guarda sul mare aperto. Dista 1 km da Argostoli ed è collegata al capoluogo da un servizio di autobus che partono dalla locale stazione di autolinee. Tra le sue numerose, incantevoli spiagge sono da ricordare Mikrò e Platì Gialò, separate da una scogliera. Vi si svolge un'intensa vita notturna, dove i pochi locali si incontrano con i numerosi turisti.